# Jakub Moder
Jakub Moder (* 7. April 1999 in Szczecinek) ist ein polnischer Fußballspieler, der seit Januar 2025 beim niederländischen Erstligisten Feyenoord Rotterdam unter Vertrag steht. Der Mittelfeldspieler ist seit September 2020 polnischer Nationalspieler.

## Karriere

### Verein
Der im nordpolnischen Szczecinek geborene Jakub Moder entstammt der Jugendabteilung von Lech Posen. In der Saison 2016/17 war er erstmals in der Reservemannschaft im Einsatz, welche in der vierthöchsten polnischen Spielklasse spielte. In der folgenden Spielzeit war er bereits unumstrittener Stammspieler bei Lech Posen II. Am 2. April 2018 (29. Spieltag) debütierte er beim 3:1-Auswärtssieg gegen Wisła Krakau in der höchsten polnischen Spielklasse, als er in der Schlussphase für Darko Jevtić eingewechselt wurde. Dies blieb sein einziger Einsatz für die Herren in dieser Saison 2017/18.
Am 18. Juni 2018 wechselte er auf Leihbasis für die gesamte Saison 2018/19 zum Zweitligisten Odra Opole. Am 21. Juli 2018 (1. Spieltag) debütierte er beim 2:1-Heimsieg gegen GKS Tychy für seinen Leihverein. Zwei Wochen später (3. Spieltag) erzielte er beim 2:2-Unentschieden gegen Wigry Suwałki sein erstes Ligator und bereitete den zweiten Treffer seiner Mannschaft vor. Er etablierte sich rasch in der Startformation und absolvierte insgesamt 31 Ligaspiele, in denen ihm vier Tore und zwei Vorlagen gelangen.
Zurück bei Lech Posen entwickelte sich Jakub Moder in der Spielzeit 2019/20 zum Rotationsspieler in der ersten Mannschaft. Am 8. Februar 2020 (21. Spieltag) traf er beim 3:0-Heimsieg gegen Raków Częstochowa erstmals im Trikot der Kolejorz. In dieser Saison machte er in 26 Ligaeinsätzen fünf Tore und fünf Vorlagen.
Am 4. Oktober 2020 wechselte Moder zum englischen Erstligist Brighton & Hove Albion, wo er einen Vierjahresvertrag unterzeichnete. Als Teil des Geschäfts wurde vereinbart, dass er jedoch noch die gesamte Saison 2020/21 bei Lech Posen verbringen wird. Nach dem Ausscheiden von Lech Posen in der UEFA Europa League wurde bekanntgegeben, dass das Leihgeschäft bereits zum 31. Dezember 2020 beendet wird. Bis zum Leihende gelangen Moder in 14 Ligaeinsätzen vier Tore und zwei Vorlagen.
Im Januar 2025 wechselte er zu Feyenoord Rotterdam und unterschrieb dort einen Vertrag bis 2028.

### Nationalmannschaft
Zwischen August 2015 und September 2016 bestritt Jakub Moder elf Länderspiele für die polnische U17-Nationalmannschaft. Anschließend war er bis März 2017 acht Mal für die U18 im Einsatz. Von Juni 2017 bis März 2018 absolvierte er 10 Länderspiele in der U19, in denen er einen Torerfolg verbuchen konnte. Zwischen September 2018 und März 2019 kam er in acht Länderspielen der U20 zum Einsatz, in denen er zwei Mal traf. Moder ist seit Oktober 2019 polnischer U21-Nationalspieler.
Am 4. September 2020 debütierte Moder bei der 0:1-Niederlage gegen die Niederlande in der UEFA Nations League für die A-Nationalmannschaft, als er in der 77. Spielminute für Piotr Zieliński eingewechselt wurde.
Zur Fußball-Europameisterschaft 2021 wurde er in den polnischen Kader berufen, kam aber mit diesem nicht über die Gruppenphase hinaus.